# Vatten, Skottland
Vatten är en by på ön Isle of Skye i Highland, Skottland. Byn är belägen 5 km 
från Dunvegan. Orten har 315 invånare (2011).